# Axinaea mertensioides
Axinaea mertensioides är en tvåhjärtbladig växtart som beskrevs av John Julius Wurdack. Axinaea mertensioides ingår i släktet Axinaea och familjen Melastomataceae. Inga underarter finns listade i Catalogue of Life.